# Campeonato Burquinense de Futebol 2015/2016
O Campeonato Burquinense de Futebol (2016/2017) foi a edição do Campeonato Burquinense de Futebol que se realizou entre 2016 e 2017.
A equipe do RDK concluiu o campeonato, finalizando-o em primeiro lugar, conquistando assim o título de campeão e a classificação para disputar a Liga dos Campeões da África.
Foram rebaixados os dois clubes que fizeram as duas piores campanhas:ASFB e Bankuy Sports.
Classificação Final
| Posição | Clube             | Pontuação | Jogos | Vitórias | Empates | Derrotas |
| ------- | ----------------- | --------- | ----- | -------- | ------- | -------- |
| 1       | RCK               | 59        | 29    | 17       | 8       | 4        |
| 2       | Ouagadougou       | 59        | 30    | 15       | 14      | 1        |
| 3       | RC Bobo-Dioulasso | 56        | 29    | 17       | 5       | 7        |
| 4       | ASFA Yennenga     | 45        | 29    | 13       | 6       | 10       |
| 5       | KOZAF             | 41        | 29    | 10       | 11      | 8        |
| 6       | Santos FC         | 41        | 29    | 9        | 14      | 6        |
| 7       | AS SONABEL        | 37        | 29    | 8        | 13      | 8        |
| 8       | Étoile Filante    | 36        | 29    | 9        | 9       | 11       |
| 9       | USFA              | 36        | 29    | 9        | 9       | 11       |
| 10      | AJEB              | 35        | 30    | 9        | 8       | 13       |
| 11      | Majestic          | 34        | 29    | 9        | 7       | 13       |
| 12      | BPS Koudougou     | 34        | 29    | 8        | 10      | 11       |
| 13      | US de la Comoé    | 32        | 29    | 6        | 14      | 9        |
| 14      | Yatenga           | 31        | 29    | 8        | 7       | 14       |
| 15      | ASFB              | 30        | 29    | 6        | 12      | 11       |
| 16      | Bankuy Sports     | 15        | 29    | 2        | 9       | 18       |